# Willi Abendschön
Willi Abendschön, född 28 juli 1905 i Mannheim, död 21 september 1946, var en tysk SS-Sturmscharführer och Kriminal-Obersekretär. Han var souschef inom Gestapo i Prag. Efter mordet på riksprotektorn i Böhmen-Mähren, Reinhard Heydrich, i maj 1942 ledde Abendschön en aktion i Pardubice, vilken syftade till att gripa motståndsmannen Alfréd Bartoš.
I maj 1945 greps Abendschön i Prag och dömdes av en sovjetisk domstol i juni samma år till döden genom arkebusering. Han avrättades ett drygt år senare tillsammans med Werner Drees och Hauptscharführer Otto Gall.